# Herman Makkink
Herman Makkink est un sculpteur néerlandais né le 21 octobre 1937 à Winschoten et mort le 20 octobre 2013 à Amsterdam.
Il est notamment l'auteur de Rocking Machine, la sculpture en forme de pénis humain visible dans le film Orange mécanique, l'un des chefs-d'œuvre de Stanley Kubrick sorti en 1971. Il est le compagnon de Julia Blackburn.